# Fournier-Insel
Die Fournier-Insel (spanisch Isla Fournier, im Vereinigten Königreich Ryswyck Island) ist eine kleine Insel im Palmer-Archipel vor der Danco-Küste des Grahamlands auf der Antarktischen Halbinsel. Im südlichen Schollaert-Kanal liegt sie 800 m vor dem östlichen Ausläufer der Anvers-Insel, dem Kap Van Rijswijck.
Teilnehmer der Vierten Französischen Antarktisexpedition (1903–1905) unter der Leitung des Polarforschers Jean-Baptiste Charcot kartierten sie, nahmen jedoch keine Benennung vor. Der Name der Insel ist erstmals auf einer argentinischen Landkarte aus dem Jahr 1950 zu finden. Namensgeber ist der argentinische Minensucher Fournier, der 1947 bei einer argentinischen Antarktisexpedition zum Einsatz kam und am 4. Oktober 1949 unter rätselhaften Umständen vor der Isla Dawson in der Magellanstraße sank. Das UK Antarctic Place-Names Committee nahm dagegen 1959 eine Benennung in Anlehnung an diejenige des Kap Van Rijswijck (englisch Ryswyck Point) vor.